# یونیون اسپرینگز (آلاباما)
یونیون اسپرینگز (به انگلیسی: Union Springs) شهرکی در شهرستان بولاک ایالت آلاباما است که مساحت آن ۱۷٫۳۳ کیلومترمربع است و در سرشماری سال ۲۰۱۰ میلادی، ۳٬۹۸۰ نفر جمعیت داشته و تراکم جمعیتی آن، ۲۲۹٫۶۶ نفر در کیلومترمربع بوده است.

## نگارخانه

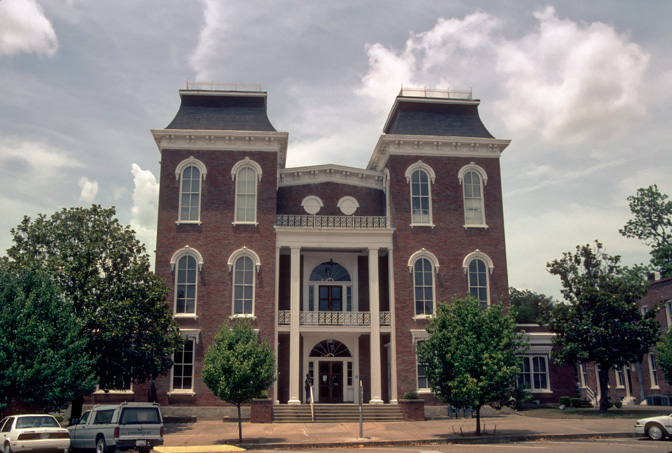
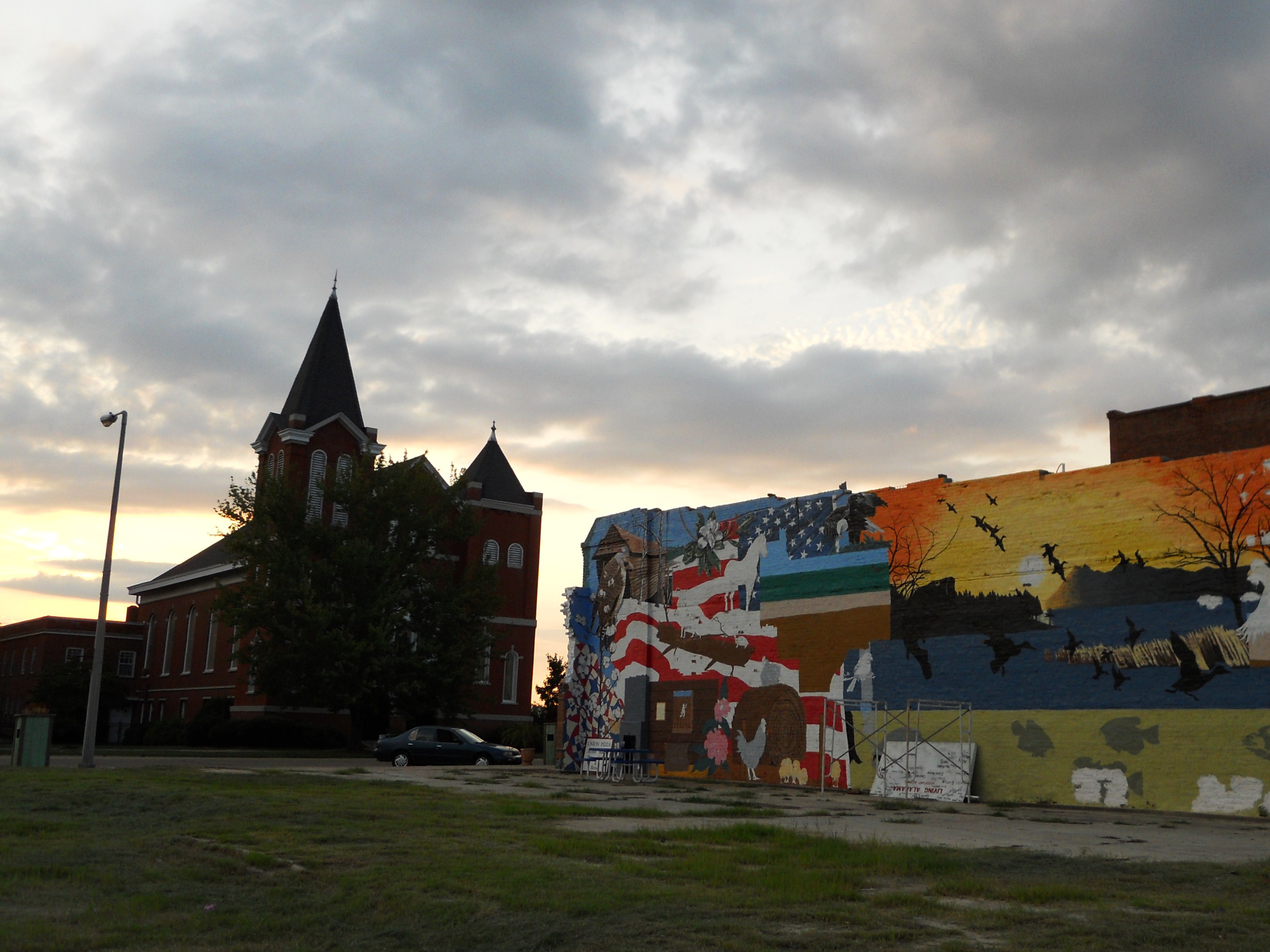
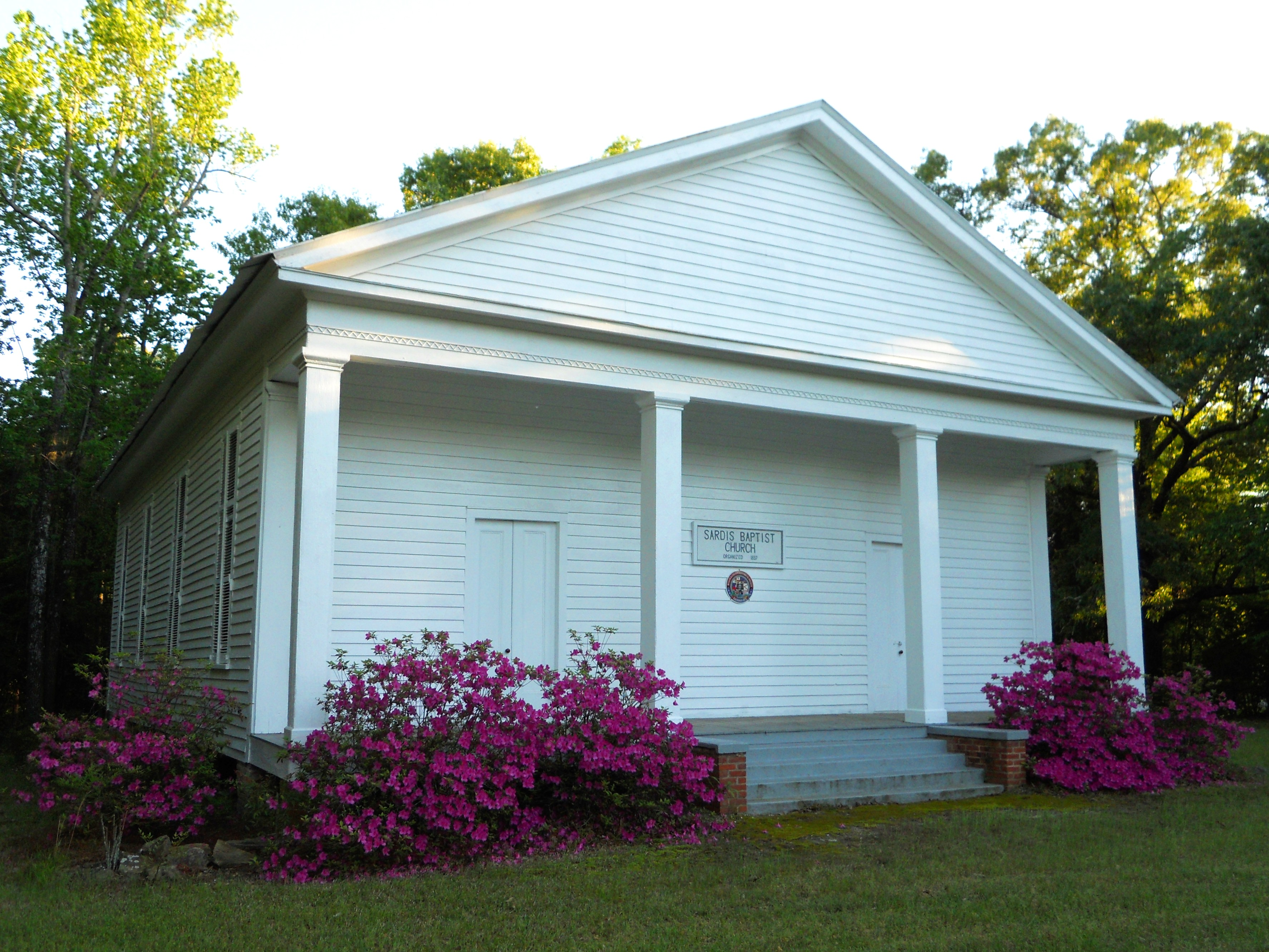
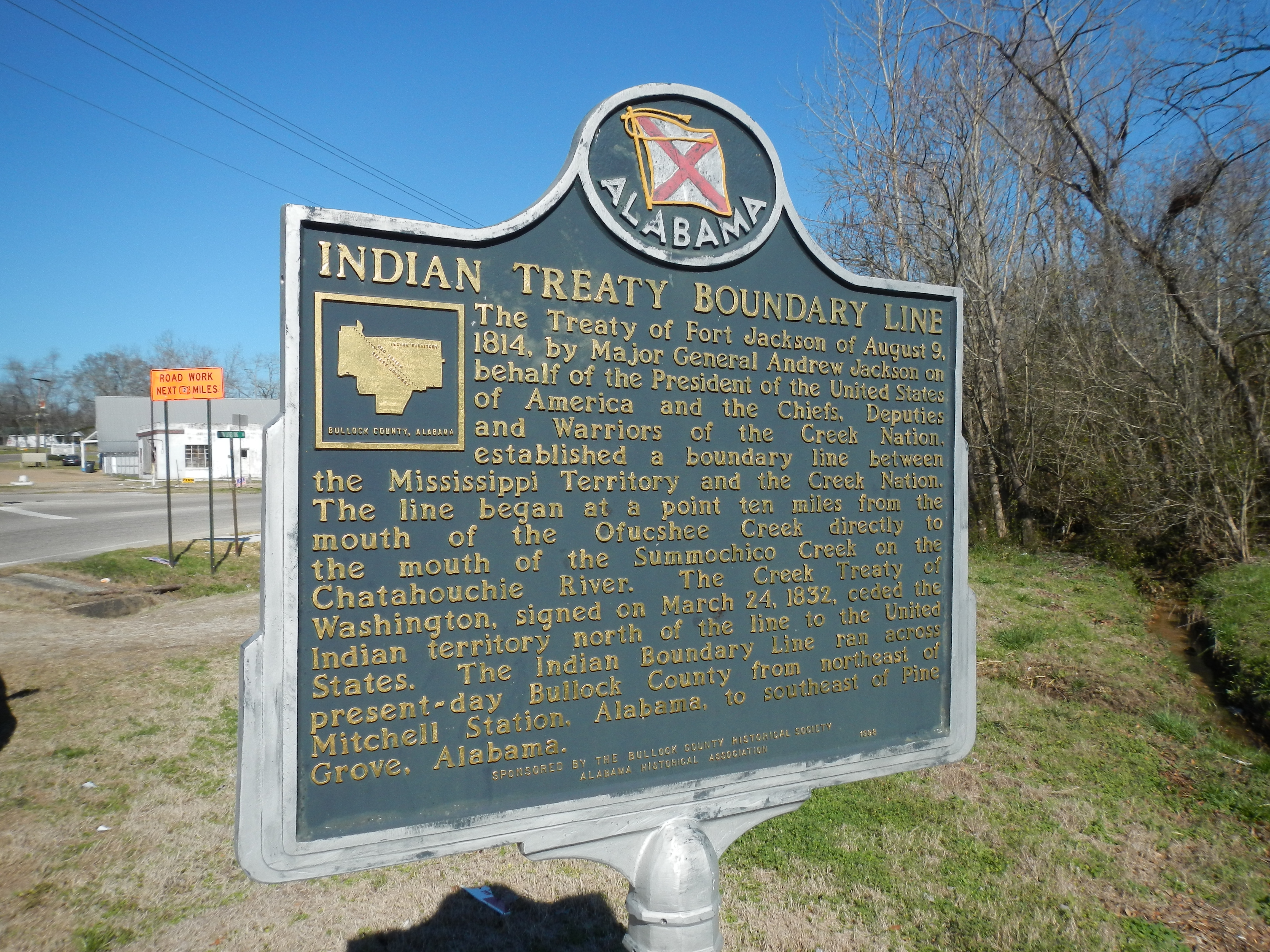